# Chinea

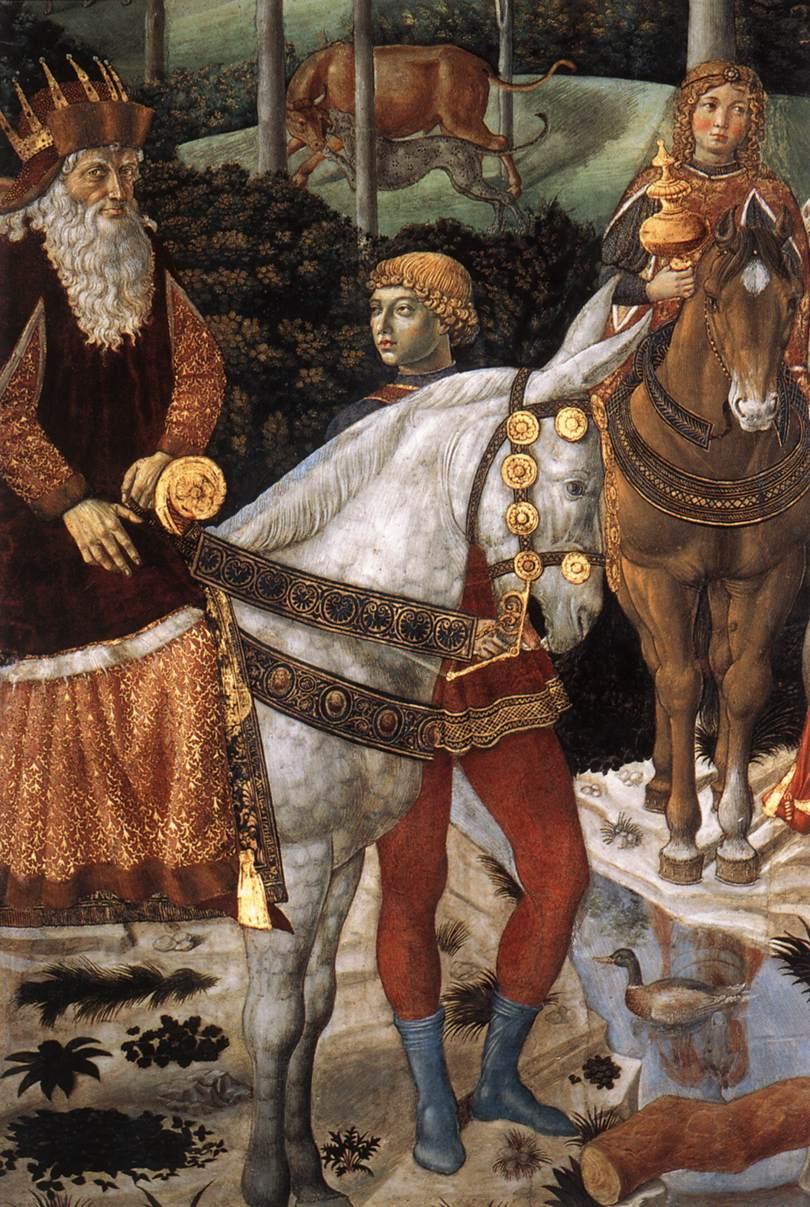
Représentation possible de la Chinea dans la chapelle des Rois Mages à Florence

Le terme Chinèa ou acchinèa correspond au tribut que le roi de Naples devait payer aux États pontificaux, pour le privilège que le pape avait, en tant que détenteur de droits féodaux sur le royaume de Naples. 

## Histoire
Chaque année, le roi de Naples - et dans de nombreux cas le prince Sanseverino de Bisignano - envoyait au Pape une somme d'environ 7.000 ducats d'argent, à titre d'hommage. Cet événement, fortement symbolique de la relation de vassalité, avait lieu lors de la fête des Saints Pierre et Paul, le 29 juin de chaque année. 
L'usage de rendre hommage au Saint-Siège a commencé en 1059 avec les Normands .La chinea, quant à elle[pas clair], a été créée par Charles Ier d'Anjou, en reconnaissance de l'investiture du titre de rex Siciliae, qui lui a été attribué par Clément IV pour une durée initiale de trois ans. Il a eu lieu chaque année de 1264 jusqu'à 1788, l'année où Ferdinand IV de Naples ne respecta plus l'hommage. 
Une abolition avait déjà été tentée, mais sans succès, en 1776, par le ministre des Affaires étrangères Bernardo Tanucci, pour des raisons d' ordre public.  
L'abolition de l'hommage n'a été officiellement reconnue par le Saint-Siège qu'en 1855, alors que l'usage avait disparu depuis près de soixante-dix ans. Ferdinand II a fait don de dix mille écus pour la construction d'un monument à l'Immaculée Conception, mettant ainsi fin au long différend juridique[réf. nécessaire].  
Chaque année[Quand ?], le pape se rend en pèlerinage sur la place d'Espagne et dépose des fleurs au pied de l'Immaculée Conception, tandis que l'ambassadeur d'Espagne - en uniforme et en signe de continuité avec la dynastie des Bourbons - assiste à la cérémonie avec tous les fonctionnaires de l'ambassade. 

## Origine du nom
Le nom de l'événement, la Chinèa est dérivé de celui de la race de chevaux (ou mules) blanches, traditionnellement employés par le roi de Naples pour transporter jusqu'à Rome la somme attendue. Il s'agit d'une race originaire de la ville de Hackney en Angleterre  . Le terme dérive, à travers la haquenée française, du haquenei anglais médiéval. Le mot chinea a également été utilisé de façon générique pour désigner un cheval ou une mule de selle.  

## Festivités
Le paiement de la Chinèa donnait lieu à deux jours de célébrations, généralement accompagnés de feux d'artifices. Les constructions temporaires et spectacles pyrotechniques ont été immortalisés par l'estampe. La Staatlichen Kunstsammlungen de Dresde conserve des exemples dessinés et gravés par Giuseppe Vasi (1710–1782), Alessandro Specchi (1668–1729), Giovanni Battista Sintes (1680 env. – 1760 env.) ou encore Filippo Vasconi (vers 1687–1730).